# Funzione trascendentale
Il termine funzione unito alla connotazione trascendentale viene usato da Kant per designare nell'Estetica trascendentale, la prima parte della Critica della ragion pura, l'attività svolta da spazio e tempo nell'intuizione e dalle categorie, anch'esse funzioni trascendentali, nell'intelletto. Kant adopera indifferentemente il termine funzione trascendentale o forme pure a priori.

## La rivoluzione copernicana
Invece di cercare fuori di noi la giustificazione dei giudizi scientifici, compito inutile poiché Hume ha dimostrato che l'esperienza non potrà mai darci alcunché di universale e necessario, occorrerà cercarla all'interno del nostro stesso processo conoscitivo: così come ha fatto Niccolò Copernico che ha cercato la causa apparente del movimento dei cieli non nel cielo ma nella Terra.
Che cos'è dunque il processo conoscitivo?

Non è un puro e semplice ricevere passivamente dati sensibili ma è anche e soprattutto elaborarli, sintetizzarli, ordinarli secondo "forme a priori" proprie di ogni soggetto pensante. Esse cioè sono forme a priori nel senso che sono presenti in noi prima di ricevere il primo dato sensibile, noi cioè abbiamo dall'inizio, prima ancora di fare la prima esperienza,  questi contenitori (forme) già predisposti, pronti a ricevere i contenuti sensibili che ci vengono dall'esterno e che noi selezioniamo ed ordiniamo.
Per capire meglio, Kant parla di forme a priori o "funzioni trascendentali"  che, per il primo gradino della conoscenza sensoriale, l'Intuizione, che svolge un'attività discriminante, sono lo spazio e il tempo. Nell'intelletto, che svolge un'attività determinante o raggruppante, poi interverrano quelle funzioni trascendentali che sono le categorie che stabiliranno rapporti necessari e universali, come ad esempio quella di causa, tra le intuizioni concrete elaborate nel gradino precedente della conoscenza intuitiva.
La nostra ragione cioè, funziona (funzioni) in modo da inquadrare il primissimo dato sensibile che riceve, e poi tutti i successivi, nello spazio e nel tempo. Questo può farlo poiché ad essa appartiene un modo di funzionare (funzione)  tale che è presente da sempre (trascendente), prima ancora di fare esperienza, ma che si attiva e diventa reale solo nel momento in cui riceve i dati sensibili (immanente).
Trascendentale cioè vuole significare, volgarizzando il pensiero kantiano, una sintesi di trascendente e immanente.

## Le funzioni trascendentali necessarie ed universali
Le funzioni trascendentali non vanno però confuse con le idee innate poiché queste sono sì presenti da sempre nella nostra mente come le funzioni trascendentali, ma si differenziano da queste perché oltre alla forma hanno un contenuto (per es.: l'idea innata di Dio), oggetto di vera e propria conoscenza. 
Le forme a priori invece sono solo forma (contenitori), non hanno oggetti di conoscenza ma sono una funzione trascendentale, uno strumento indispensabile per conoscere  (necessario), di cui anche volendo non si può farne a meno, poiché connaturato in noi, che appartiene a tutti gli uomini dotati di ragione (universale). 
Ecco quindi che appaiono le caratteristiche che danno il fondamento onnipresente di autenticità e stabilità  al sapere scientifico, necessario ed universale, ed insieme estensivo della conoscenza perché riferito all'esperienza.
Per chiarire meglio: l'attività trascendentale ordina i dati empirici secondo forme a priori (funzioni trascendentali) comuni ad ogni soggetto pensante. Esse e soltanto esse danno al pensiero la possibilità di costruire proposizioni estensive del conoscere e nello stesso tempo fornite di validità universale e necessaria.
Non è quindi vero, come sosteneva Hume, che le conoscenze empiriche basate sul rapporto causa-effetto hanno solo un valore soggettivo, ma sono invece valide per tutto il mondo della natura, il quale è formato dall'attività trascendentale del pensiero. Quello che non è consentito è applicare le proposizioni scientifiche al di fuori del mondo empirico cioè servirsi di esse non per conoscere l'esperienza ma per tentare di oltrepassarla.
Sarà questo il tema affrontato nella terza parte della Critica della ragion pura: la Dialettica trascendentale.